# Fort Shawnee
Fort Shawnee é uma vila localizada no estado norte-americano de Ohio, no Condado de Allen.

## Demografia
Segundo o censo norte-americano de 2000, a sua população era de 3855 habitantes.
Em 2006, foi estimada uma população de 3756, um decréscimo de 99 (-2.6%).

## Geografia
De acordo com o United States Census Bureau tem uma área de
18,7 km², dos quais 18,7 km² cobertos por terra e 0,0 km² cobertos por água.

## Localidades na vizinhança
O diagrama seguinte representa as localidades num raio de 16 km ao redor de Fort Shawnee.